# Yagura

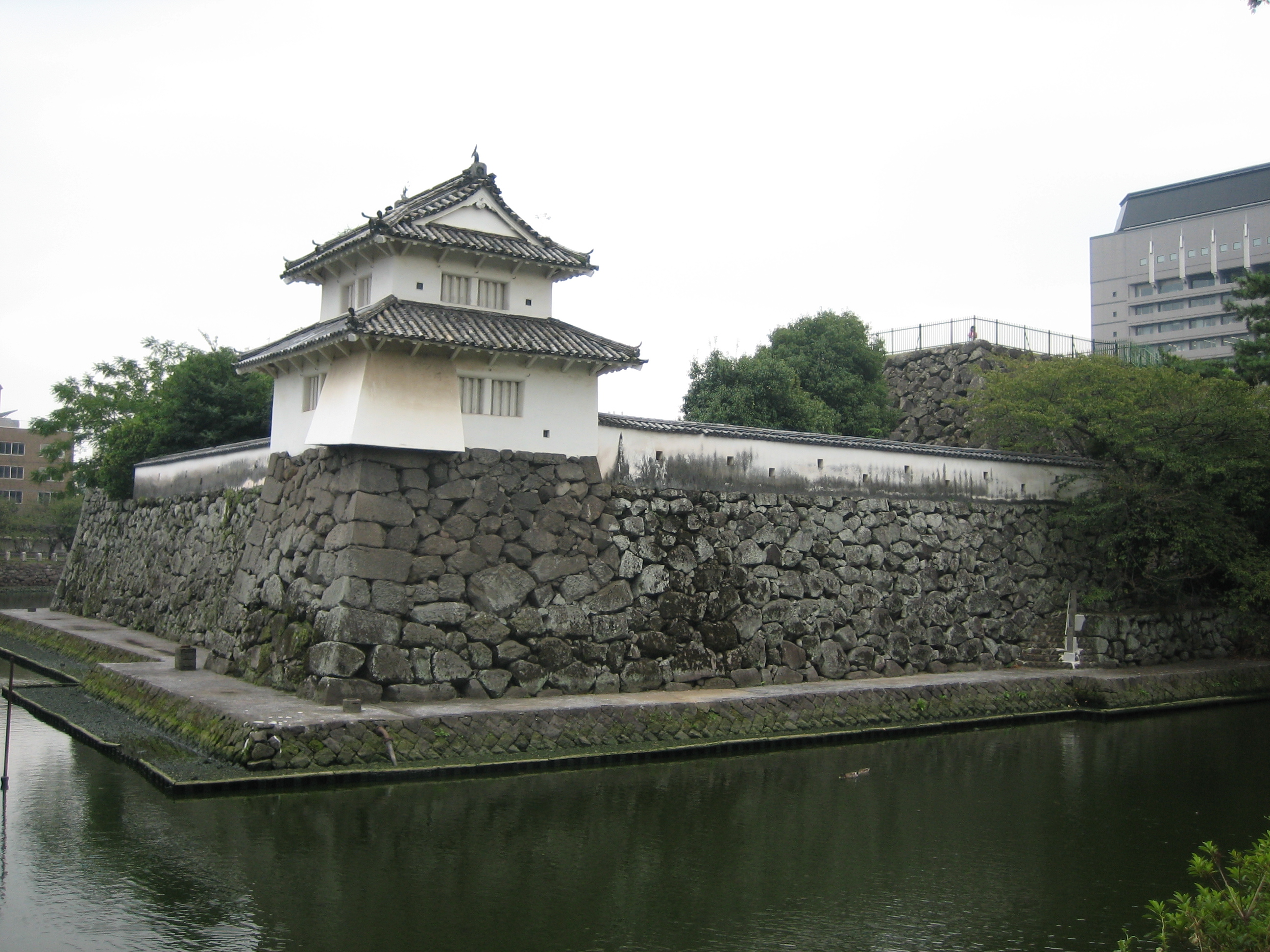
Hitojichi-yagura y base del tenshu del Castillo Funai.

Yagura (櫓?) es la palabra japonesa para torre o torreta, aunque generalmente es utilizada para referirse a las estructuras que se encuentran dentro de los complejos de los castillos japoneses. Los templetes que se erigen con motivo del Obon también se conoce como yagura, así como estructuras similares que se utilizan en festividades similares. El Yagura-daiko, o tambores taiko que se tocan en lo alto de un yagura es parte tradicional de las competencias tradicionales de sumo.

## Etimología
El término deriva del uso original de las torres de las fortalezas: flechas (矢, ya) en almacenes (倉, kura), y por consiguiente se escribía 矢倉. En la actualidad, para referirse a torres modernas como rascacielos o torres de comunicaciones se utiliza la palabra derivada del inglés tawā (タワー) y no yagura.

## Torres en los castillos
Los yagura variaban en forma, tamaño y propósito. algunas servían como atalayas así como diversos usos militares. 